# ناحیه بریسی، شهرستان کلینتون، ایلینوی
ناحیه بریسی، شهرستان کلینتون، ایلینوی (به انگلیسی: Breese Township) یک منطقهٔ مسکونی در ایالات متحده آمریکا است که در شهرستان کلینتون، ایلینوی واقع شده‌است. ناحیه بریسی ۵٬۴۱۷ نفر جمعیت دارد و ۱۳۹ متر بالاتر از سطح دریا واقع شده‌است.